# Margot
Cet article possède des paronymes, voir Margo et Margaux.
Margot , Margaux ou Margault est un prénom féminin français, forme hypocoristique et contractée du prénom Marguerite. Il signifie "perle".

## Histoire
La reine Marguerite de Valois était surnommée La Reine Margot, un surnom popularisé notamment grâce à la pièce de théâtre éponyme et au roman éponyme d'Alexandre Dumas au XIXe siècle. Puis la forme Margaux a été popularisée de manière plus récente, d'après le grand vin du même nom : le Château Margaux, dont le second élément Margaux est lui-même une variante de Margot. Margaux Hemingway, fille de Jack Hemingway et petite-fille d'Ernest Hemingway, semble compter parmi les premières personnes porteuses du prénom Margaux. Prénommée « Margot » à l'état civil, c'est elle qui aurait modifié son nom en « Margaux », lorsqu'elle a appris que ses parents lors de sa conception, avaient consommé du Château Margaux, grand cru bordelais que son grand-père aimait particulièrement,,.

## Popularité
Margot est un prénom majoritairement féminin, mais ce prénom peut néanmoins être également masculin. Apparu au début des années 1980, il a vu son utilisation augmenter rapidement pour finalement atteindre son maximum en 1999 avec 2 824 naissances (uniquement féminines). Quant aux garçons, leur nombre de naissances annuelles n'a encore jamais dépassé la dizaine.

## Saints chrétiens
La sainte Marguerite se fête le 16 novembre, en référence à sainte Marguerite, reine d'Écosse (1045-1093) qui fut canonisée en 1251 par Innocent IV.

## Personnages notoires
- Pour l'ensemble des articles sur les personnes portant ce prénom, consulter :
  - la liste des articles dont le titre commence par ce prénom
  - les listes produites par Wikidata : Liste des personnes de prénom « Margot » — même liste en incluant les éventuels prénoms composés qui contiennent « Margot ».

### Margaux
- Pour l'ensemble des articles sur les personnes portant ce prénom, consulter :
  - la liste des articles dont le titre commence par ce prénom
  - les listes produites par Wikidata : Liste des personnes de prénom « Margot » — même liste en incluant les éventuels prénoms composés qui contiennent « Margot ».

### Renaissance
- Margot la Hennuyère, joueuse de paume française (XVe siècle)
- Margot Delaye, héroïne de la ville de Montélimar (XVIe siècle)
- « La reine Margot », surnom donné à Marguerite de France ou Marguerite de Valois (1553-1615), fille du roi de France Henri II et de Catherine de Médicis, qui épousa en 1572  Henri III de Navarre

### XXesiècle
- Margaux Bonhomme (1974), directrice de photographie et réalisatrice française
- Margaux Châtelier (1990), actrice française
- Margaux Chrétien (1992), sportive de haut-niveau en natation synchronisée française
- Margaux Galliou-Loko (1993), joueuse professionnelle française de basket-ball
- Margaux Hemingway (1954), actrice et mannequin américaine
- Margaux Henry (1997), céiste française
- Margaux Motin (1978), illustratrice et blogueuse française
- Margaux Okou-Zouzouo (1991), joueuse française de basket-ball
- Margaux Ponchelet (1989), actrice française
- Margot (1995), activiste polonaise

- Margot Anand (1944), femme de lettres française
- Margot Abascal (1973), actrice, réalisatrice et chanteuse française
- Margot Campbell (1935), actrice québécoise
- Margot Capelier (1910), directrice de casting et productrice française
- Margot Fonteyn (1919), danseuse britannique
- Margot Honecker (1927), femme politique est-allemande
- Margot Kidder (1948), actrice et productrice canadienne
- Margot Laffite (1980), pilote automobile et animatrice de télévision française
- Margot Loyola (1918), chanteuse et compositrice chilienne
- Margot Robbie (1990), actrice et productrice australienne
- Margot Wallström (1954), femme politique suédoise

## Personnages de fiction
- Margot, fée dans les légendes bretonnes
- Margot Fenring, personnage de l'univers de Dune
- Margot, la pie dans le roman De Goupil à Margot de Louis Pergaud
- Margote, héroïne du Manège enchanté
- Le conte populaire Hansel et Gretel est fréquemment traduit en français par Jeannot et Margot
- Margaux, personnage de Demain nous appartient.

## Patronyme
- Eugène Margot (1863-1943), général de division français
- Henri Margot, botaniste français (XIXe siècle)

## Pseudonyme
- Eva Margot (1944-2019), peintre norvégienne.

## Littérature/Théâtre
- Margot, nouvelle d'Alfred de Musset (1841).
- La Reine Margot, roman d'Alexandre Dumas, publié en 1845 et adapté au théâtre.
- Margot, pièce de théâtre d'Édouard Bourdet créée en 1935 au théâtre Marigny avec Pierre Fresnay et Yvonne Printemps, mise en scène de Pierre Fresnay, musique de scène de Georges Auric et Francis Poulenc.
- La Face cachée de Margo, livre destiné aux jeunes adultes de John Green (2009).
- Margot, adaptation de Massacre à Paris (1593, Christopher Marlowe) par Laurent Brethome (2017).

## Cinéma
- Margot, film muet français de Guy du Fresnay (1922), d'après la nouvelle d'Alfred de Musset ;
- Margot va au mariage (Margot at the Wedding), film américain de Noah Baumbach sorti en 2007 ;
- La Face cachée de Margo (Paper Towns), film américain de Jake Schreier sorti en 2015 ;

La vie de la reine Marguerite de France et le roman La Reine Margot qu'en a tiré Alexandre Dumas ont inspiré plusieurs films :
- La Reine Margot, film français réalisé par Camille de Morlhon en 1910 ;
- La Reine Margot, film français réalisé par Henri Desfontaines en 1914 ;
- La Reine Margot, film français réalisé par Jean Dréville en 1954 ;
- La Reine Margot, téléfilm français réalisé par René Lucot en 1961 ;
- La Reine Margot, film français réalisé par Patrice Chéreau en 1994.

## Chanson
- Brave Margot est une chanson de Georges Brassens.

## Géographie
- Cave à Margot est une grotte ornée située à Thorigné-en-Charnie dans la Mayenne, en région Pays de la Loire.
- Mollie-Margot, village de Suisse

## Biologie
- Toto margot, nom vernaculaire de l'arbre Heritiera littoralis

## Toponymes
- Port-Margot
- Rivière de Port-Margot
- Lac Margot
- Fuseau de Margot, monument mégalithique situé dans les Côtes-d'Armor
- « Margot » est le surnom du lycée Marguerite-de-Navarre de Bourges

## Espace
- (1434) Margot, astéroïde